# Chľaba
Chľaba, ungarisch Helemba (bis 1948 slowakisch „Helemba“; deutsch Hellenbach) ist eine Gemeinde in der Südslowakei. Sie liegt im südöstlichen Teil des Donautieflands am Fuße der Berge Kováčovské vrchy, an der Mündung des Flusses Ipeľ in die Donau, 12 km von Štúrovo entfernt.

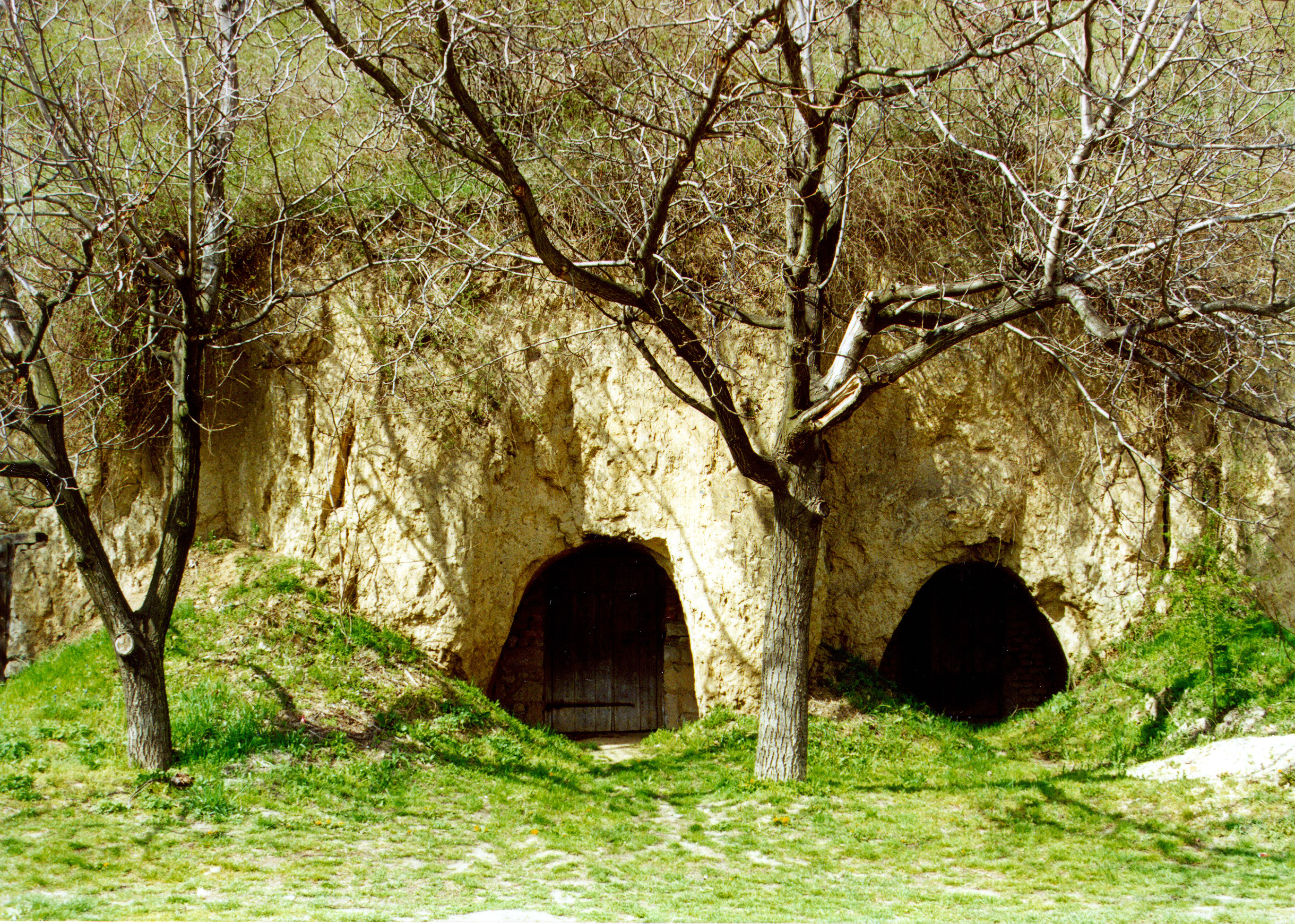
Weinkeller im Ort

Der Ort wurde 1138 erstmals schriftlich als Chelenba erwähnt. Im Ort leben etwa 700 Einwohner, davon sind 87 % ungarischer und 12 % slowakischer Abstammung (2001).

## Bevölkerung
| Jahr                | 1994 | 2004    | 2014    | 2024    |
| ------------------- | ---- | ------- | ------- | ------- |
| Anzahl der Personen | 718  | 714     | 712     | 686     |
| Unterschied         |      | −0,55 % | −0,28 % | −3,65 % |

| Jahr                | 2023 | 2024    |
| ------------------- | ---- | ------- |
| Anzahl der Personen | 690  | 686     |
| Unterschied         |      | −0,57 % |